# Prominutí dluhu
Prominutí dluhu je institut závazkového práva. Jeho podstatou je to, že se věřitel vzdává svého práva požadovat po dlužníkovi dluh. Dluh tím zaniká.

## Prominutí dluhu v českém právu
Prominutí dluhu je v českém právu upraveno občanským zákoníkem (zákon č. 89/2012 Sb.) v § 1995–1997. Právní úprava prominutí dluhu v občanském zákoníku byla inspirována právní úpravou z québeckého občanského zákoníku.
K prominutí dluhu dochází, když se na tom dohodne věřitel a dlužník. Vzhledem k tomu, že prominutí dluhu bývá pro dlužníka výhodné, zákon předpokládá, že dlužník s prominutím souhlasí. Svůj nesouhlas dlužník nicméně může vyjádřit tak, že ho vyjádří neprodleně poté, co se o prominutí dozví, případně, že neprodleně poté dluh splní (a to i částečně nebo vadně). V případě, že věřitel i dlužník s prominutím souhlasí, dluh jakožto povinnost k plnění zaniká, nemusí ale nutně zaniknout celý závazek s dluhem spojený, je-li spojený ještě s dalšími povinnostmi. Zákon přesně neurčuje, v jaké formě má věřitel vůli prominout dluh vyjádřit, nicméně určuje-li zákon, že smlouva může být změněna pouze písemně, lze dovodit, že v takovém případě bude i prominutí dluhu muset mít písemnou formu.
K prominutí dluhu dochází i tehdy, když věřitel vydá dlužníkovi kvitanci (potvrzení o splnění dluhu) nebo mu vydá zpět dlužní úpis a dlužník tuto listinu přijme.
Lze prominout i část dluhu. Prominout dluh lze i tomu, kdo nějaký dluh pouze zajišťuje (např. jakožto ručitel). Prominutí takového dluhu nemá vliv na zajišťovaný dluh. Ručí-li více spoluručitelů, i po prominutí dluhu jednomu z nich ostatním zůstávají námitky, které mohl použít.
Podobným institutem je dissoluce, dohoda obou stran o zániku závazku. Na rozdíl od prominutí dluhu ale zaniká závazek celý, ne pouze povinnost dlužníka plnit.

### Prominutí dluhu jednomu ze solidárních dlužníků
Pokud věřitel promine dluh jednomu z dlužníků, kteří spolu ručí společně a nerozdílně, odečte se výše dluhu tohoto z dlužníka z celkové výše dluhu, za který dlužníci dlužili. Krom toho, že věřitel již nebude moci požadovat dluh po dlužníkovi, kterému dluh prominul, bude mít toto prominutí dluhu vliv i na ostatní dlužníky.
Obdobné pravidlo se použije pro případ, kdy dlužník dluží více věřitelům oprávněných společně a nerozdílně. V případě, že věřitel dlužníku dluh odpustí, podíl z plnění, který měl připadnout tomuto věřiteli, se z celkového dluhu odečte.

### Dřívější právní úpravy
- V občanském zákoníku z roku 1964, který v Československu a Česku platil mezi lety 1964–2014, byl institut prominutí dluhu upraven v § 574. Na rozdíl od nové právní úpravy vyžadoval, aby byla dohoda o prominutí dluhu sepsána písemně.[9]
- V tzv. středním občanském zákoníku z roku 1950, který v Československu platil mezi lety 1951–1964, bylo dle § 325 rovněž vyžadováno, aby k prominutí dluhu došlo písemnou smlouvou.[10]
- Ve všeobecném zákoníku občanském (ABGB), který v českých zemích platil mezi lety 1811–1950, bylo prominutí dluhu upraveno v § 1444. Podle tohoto paragrafu se dluh považoval za zaniklý, prominul-li mu ho věřitel.[11]

## Prominutí dluhu v různých právních řádech (výběr)
- Na Slovensku je stále platný československý občanský zákoník z roku 1964. Ten v § 574 vyžaduje písemnou formu uznání dluhu.[12]
- V Québecu je prominutí dluhu (francouzsky la remise, anglicky release) upraveno v občanském zákoníku, v článcích 1687–1692. Úprava institutu i pravidla ohledně prominutí dluhu jednomu ze solidárních dlužníků je prakticky totožná s tou českou.[13]
- V Rakousku a Lichtenštejnsku stále platí ABGB z roku 1811, kde je prominutí dluhu známo jako Entsagung a je upraveno v § 1444.[14]
- V Německu je institut prominutí dluhu znám jako Erlass a je upraven v občanském zákoníku BGB v § 397.[15]